# 국가무형유산 보유자
국가무형유산 보유자(國家無形遺産 保有者)는 연극, 음악, 무용, 공예 기술 등 대한민국의 국가무형유산으로 지정된 기술의 소지자로서 인정 받은 사람을 말한다. 무형유산 법에 따라 국가가 무형유산위원회의 자문을 거쳐서 지정ㆍ보완하고 있다. 인간문화재(人間文化財)란 보유자와, 노령이나 질병등으로 은퇴한 명예 보유자를 합쳐서 부르는 말이다.

## 같이 보기
- 대한민국의 국가유산
- 인간국보